# Moisville
Moisville település Franciaországban, Eure megyében. Lakosainak száma 233 fő (2022. január 1.). Moisville Chavigny-Bailleul, Coudres, Marcilly-la-Campagne és Mesnils-sur-Iton községekkel határos.

## Népesség
A település népességének változása:
| Lakosok száma | 158  | 148  | 151  | 193  | 186  | 227  | 238  | 232  | 229  | 233  |
|               | 1968 | 1982 | 1990 | 2006 | 2013 | 2015 | 2017 | 2019 | 2020 | 2022 |